# Village d'Astérix et Obélix
Le Village d'Astérix et Obélix (ou village gaulois, ou encore village des irréductibles gaulois) est un village fictif situé en Armorique et jouant un rôle central dans la série de bande dessinée française Astérix. C'est dans ce village que vivent les héros de la série Astérix et Obélix, ainsi que d'autres personnages principaux.

## Un village sans nom
Le village n'a pas de nom, les auteurs n'ayant pas jugé nécessaire de le baptiser. D'ailleurs, il n'est pas prouvé historiquement qu'à l'époque de l'action, des villages de cette taille aient porté de nom. Cependant, il est souvent appelé « village des irréductibles » ou « village des fous », en particulier par les Romains.

## Situation du village

### Le choix des bédéistes
Le village se situe en Armorique, comme il est fréquemment rappelé dans la série, sans qu'il ne soit donné plus de précisions sur son emplacement exact. Cependant, on sait qu'Albert Uderzo (le dessinateur) choisit de le placer en Bretagne, région où il a vécu. L'unique contrainte que lui donna René Goscinny (le scénariste) est qu'il soit positionné près de la mer, afin que les héros puissent voyager par voie maritime.

### Emplacement sur des cartes
À partir de la parution en album de l'épisode Le Combat des chefs, une carte de la Gaule ouvre chaque album, avec une loupe situant le village quelque part sur les côtes armoricaines du nord. En examinant la fameuse carte, on pourrait situer le village dans un rayon de 50 kilomètres autour de Roscoff, dans le Finistère.
Au début de l'album Le Tour de Gaule d'Astérix, une carte de la Gaule est tracée (avec les frontières actuelles de la France), sur laquelle les différentes étapes du périple sont positionnées. Le village y est situé au nord-ouest de la Bretagne, dans le Finistère (carte qui montre aussi Rouen et Le Conquet, première et dernière étapes du périple). Tout comme on le voit sur les cartes montrant les trajets effectués en mer par les héros dans différents albums, comme par exemple Astérix en Hispanie et L'Odyssée d'Astérix.
Pourtant, dans le dessin animé Les 12 Travaux d'Astérix, la loupe agrandit ce qui apparaît comme étant le littoral de Saint-Brieuc, situant ainsi le village à proximité de Binic, dans les Côtes-d'Armor.
Dans le dessin animé Astérix et les Vikings, le village est cette fois situé sur la côte entre Lannion et Paimpol, à un emplacement qui correspondrait à Penvénan (Côtes-d'Armor).
Mais il est possible que les bédéistes n'aient pas déterminé d'emplacement exact pour leur village. Quoi qu'il en soit, ce qu'ils n'ont pas prévu en l'imaginant, c'est que par la suite, de nombreuses localités prétendront se trouver à son emplacement, y compris jusqu'à l'extrême nord de la France. Ils ont ainsi reçu beaucoup de courriers concernant des hypothèses de sa localisation.

### Des candidats pour le titre de «village d'Astérix»

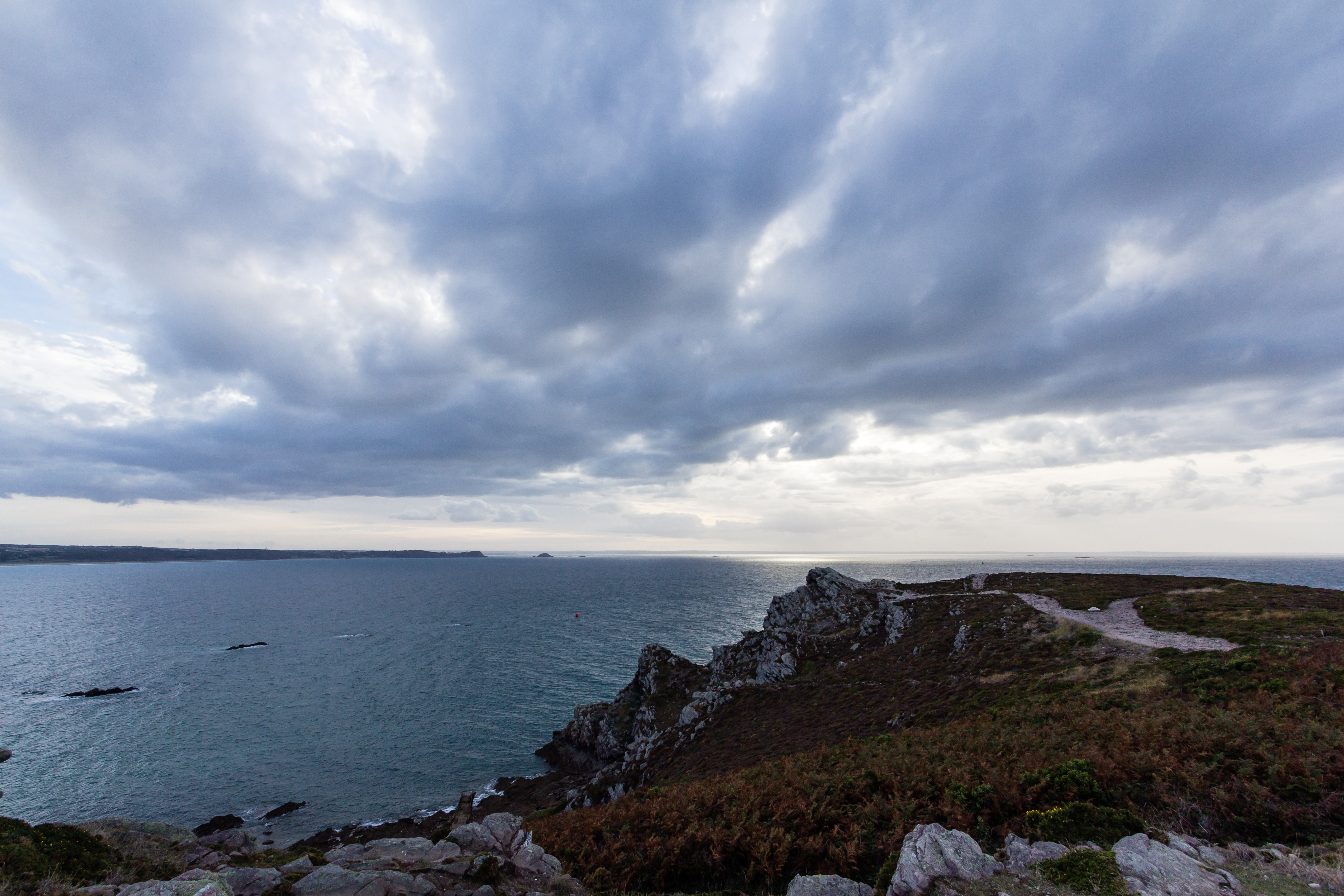
Vue du cap d'Erquy en fin d'après-midi, au début de l'automne.

Erquy (Côtes-d'Armor) est sans doute le plus tenace de ces candidats au titre de « village d'Astérix ». Dès 1961, Jean-Pierre Allain, le directeur de la maison de la presse réginéenne avait tiqué en regardant la carte ébauchée sur la première planche d'Astérix le Gaulois : pour lui, sa commune se trouve bien sur l’emplacement du village. Sa conviction s'est rapidement étendue aux autres habitants. Il faut dire que le cap d’Erquy se situe au nord de la Bretagne, près duquel se trouvent trois petits îlets (appelés « Trois Pierres »), semblables à ceux de la carte introduisant les albums. Le site se situe près d'un lieu dénommé « camp de César » : s'y ajoutent d'autres indices qui sont censés faire pencher pour cette localité. Enfin, l'étude de la vie du dessinateur apporte un indice de taille. Cette ville portuaire était un de ses endroits préférés, lorsqu'il habitait avec son frère la région de Saint-Brieuc, sous l'Occupation, tous deux adorant sa rusticité. Il a d’ailleurs continué à en fréquenter ses plages une fois devenu père de famille. Le directeur a envoyé une lettre à Uderzo pour lui signaler cette ressemblance. Le dessinateur a répondu à ce sujet, lors d'une interview donnée par Anne Porquet dans un hors-série de Bretagne Magazine (paru en mars 2001) : « Je ne connaissais pas l’existence des trois rochers, trois îlets, car il est impossible de les discerner à hauteur d’homme. Je ne me suis pas du tout inspiré d’Erquy, sinon je le dirais ! Tout en ayant voulu créer un village imaginaire, j’ai certainement puisé des éléments dans mes souvenirs d’enfance. J’ai rencontré ici des résistants bretons. Leur tempérament irréductible m’a inspiré le caractère de mes héros ». Malgré tout, il est invité par Le Figaro Magazine lors d'un article sur ce village, en compagnie du photographe officiel de la marine Philip Plisson : « En 1996, Le Figaro Magazine a eu l'idée de faire un article sur le village d'Erquy et a loué un hélicoptère pour en prendre une photo aérienne. Celle-ci devait me représenter à l'intérieur de l'engin, montrant du doigt le village. J'en ai été quitte pour la frousse de ma vie. Je n'étais pas attaché, mes pieds pendaient dans le vide, il pleuvait et l'eau, à travers les pales de l'appareil, me cinglait le visage. L'hélicoptère se penchait au maximum pour offrir la meilleure prise de vue possible. Et on me demandait, bien entendu, de sourire et d'avoir l'air naturel ! »,,,. Le site internet de l'office de tourisme de la ville consacre une page à cette anecdote.
De toutes manières, le dessinateur a souligné que tout cela relève de la mascarade. Il explique : « Lorsque nous avons vu apparaître sur les cachets postaux le slogan “Erquy le port de pêche de la coquille Saint-Jacques et le site du village d’Astérix”, nous avons été contraints, à contrecœur, de faire cesser cette appellation. En vérité, la réalité ne doit jamais se substituer à la fiction, même quand elles possèdent des accointances étranges et troublantes ». De même, contrairement à ce qu'il a plusieurs fois entendu, il ne croit pas avoir été conduit malgré lui sur des lieux qui s'apparentent à cette fiction.
D'ailleurs, Erquy n'est pas la seule localité à pouvoir revendiquer se trouver à l'emplacement du fameux village. D'autres candidats sont aussi de la partie, tels que Perros-Guirec et Le Yaudet (eux aussi dans les Côtes-d'Armor). Les auteurs ont appris par voie de presse que les restes d'un village gaulois découvert dans la région de Saint-Malo (Ille-et-Vilaine) pourrait être ce village. On leur a aussi affirmé, fouilles à l'appui, que des vestiges calcinés de huttes gauloises sur les côtes normandes ne pouvaient avoir été incendiées que par les Romains. Cette hypothèse normande est également développée par l’historien caennais Gilles Henry. D'autres personnes ont prétendu que le site ne pouvait se trouver ailleurs que dans le Nord-Pas-de-Calais. Plus éloigné géographiquement, l'oppidum d'Uxellodunum (situé dans l'actuel Quercy, sud-ouest de la France), pourrait avoir inspiré le village gaulois. Il s'y déroula la dernière bataille de la guerre des Gaules, en 51 av. J.-C..
La ville de Condate (Rennes) joue un rôle important dans plusieurs aventures de la série pour différentes raisons. Par exemple, plusieurs anciens habitants du village s'y sont installés (Falbala, les parents d'Astérix et Obélix…). Uderzo explique ce choix par le fait qu'il s'agissait à l'époque d'une des rares grandes villes de la région. On pourrait supposer que le village se situe dans la région de Condate.
En 1993, un article du journal anglais The Independent affirmait que le village d'Astérix et Obélix avait été retrouvé. Une équipe d'archéologues franco-anglaise, dirigée par le spécialiste de l'histoire celtique Barry Cunliffe, aurait découvert les vestiges d'un ancien village datant de l'âge du fer en Bretagne. Les ruines étaient si bien conservées que l'on pouvait totalement reconstituer le plan du village, avec de multiples similitudes avec le village de la BD. Il s'agissait en fait d'un canular du 1er avril.
Quoi qu'il en soit, Yves Menez, conservateur du Service régional de l’archéologie de Bretagne pour le FRAC, pense que le village est « dans l’imaginaire des auteurs. Goscinny et Uderzo ont produit des images très fortes contre lesquelles il n’est pas possible de lutter ».

## Habitants du village
Parmi les habitants du village gaulois, on trouve :
- Astérix, guerrier,
- Obélix, livreur de menhir,
  - Idéfix, chien d'Obélix,
- Panoramix, druide,
- Abraracourcix, chef du village,
  - Bonemine, épouse d'Abraracourcix,
  - deux porteurs (non-nommés) d'Abraracourcix,
- Assurancetourix, barde,
- Cétautomatix, forgeron,
  - épouse de Cétautomatix, dite « Mme Cétautomatix »,
  - Selfix, fils adolescent de Cétautomatix, apprenti forgeron,
  - petit garçon de Cétautomatix,
  - petite fille de Cétautomatix,
- Agecanonix, vieillard, doyen du village,
  - épouse d'Agecanonix, dite « Mme Agecanonix »,
- Ordralphabétix, poissonnier,
  - Iélosubmarine, poissonnière, épouse d'Ordralphabétix,
  - Blinix, fils adolescent d'Ordralphabétix et de Iélosubmarine, apprenti poissonnier,
  - Surimix, petit garçon d'Ordralphabétix et de Iélosubmarine, petit frère de Blinix,
- Déboitemenduménix, paysan, éleveur de vaches, collectionneur de menhirs,
- Bellodalix, gardien de l'entrée du village,
- Plantaquatix, père de Falbala,
- Rézowifix, abonné à l'Écho de Condate,
- Simplebasix, garde de l'entrée du village,
- d’autres habitants nommés Cétyounix, Keskonrix (petit garçon), Boulimix, Aventurépix, Porquépix, Allégorix, Élèvedelix, Analgésix, Monosyllabix, Petitélégraphix, Linguistix, Arrierboutix, Harenbaltix, Choucroutgarnix, Ouiskix, et Galantine (femme), plus quelques habitants anonymes, comme la convive corpulente participant au "lait de chèvre" et le potier dans La Zizanie
- d’autres Gaulois dont on ignore s’ils habitent réellement au village, dont :
  - Pneumatix, facteur,
  - Uniprix, marchand ambulant,
- ainsi que :
  - Chanteclairix, coq du village,
  - La Roussette, poule du village,
  - Le Noiraud, poussin noir du village,
- et, auparavant, par le passé :
  - Falbala, fille de Plantaquatix, et qui habite à présent à Condate (Rennes),
  - les parents d'Abraracourcix,
  - Cétaubofix, forgeron, père de Cétautomatix,
  - Oftalmologix, poissonnier, père d'Ordralphabétix,
  - Astronomix, père d'Astérix, et qui habite à présent à Condate (Rennes),
    - Praline, mère d'Astérix,

  - Obélodalix, père d'Obélix, et qui habite à présent à Condate (Rennes),
    - Gélatine, mère d'Obélix.

## Configuration du village

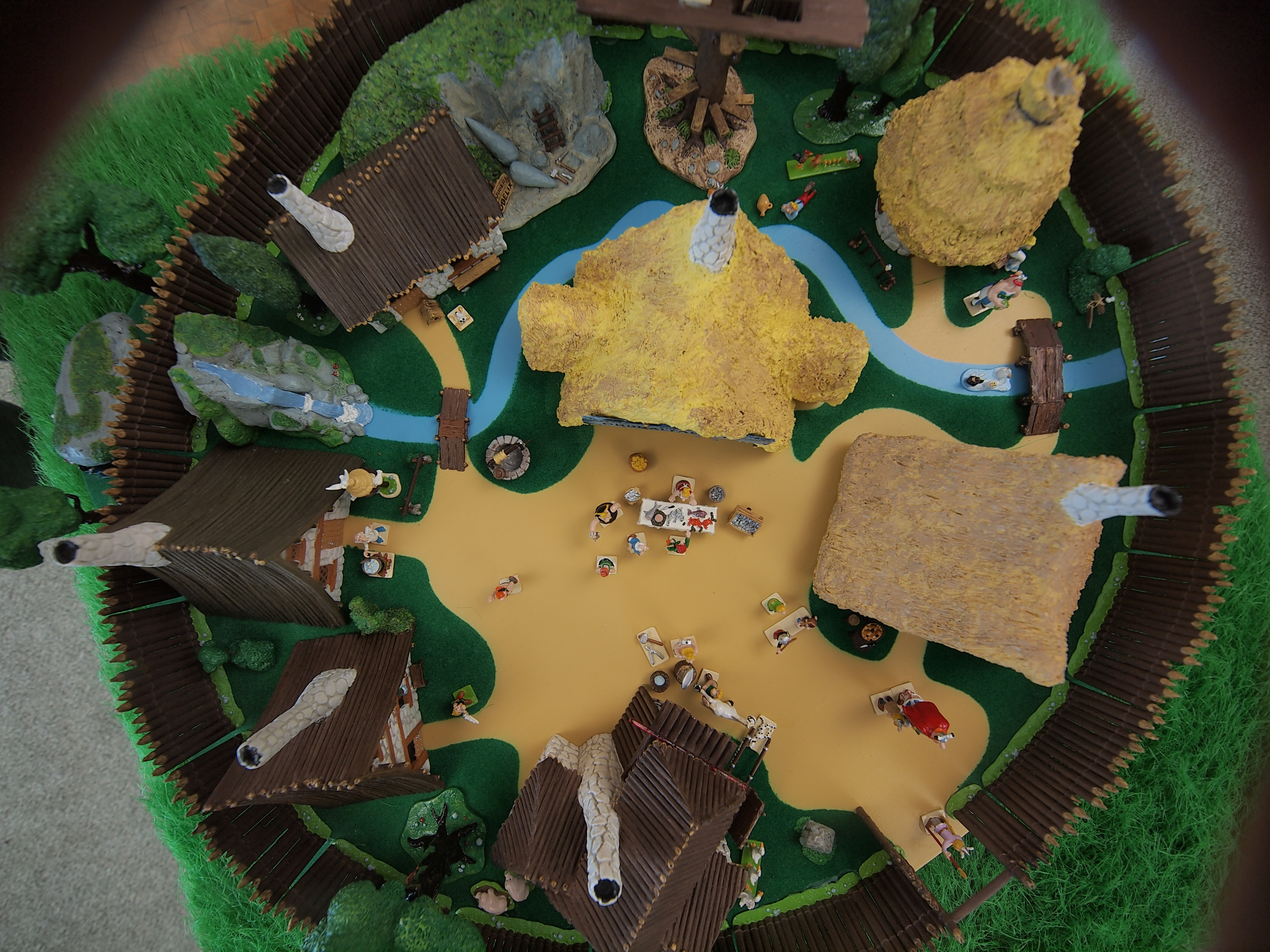
Maquette du village présentée dans le LWL-Römermuseum, vue de haut.

Si Albert Uderzo n'a jamais réalisé un plan détaillé exact du village, avec l’emplacement défini de chaque habitation, il essaye malgré tout d'en tenir compte, afin de garder une cohérence dans le déplacement des personnages d'une image à l'autre. Notons tout de même plusieurs caractéristiques notoires du village visibles au fil des épisodes :
- Son emplacement entre une forêt dense (regorgeant de sangliers) et le littoral (une plage).
- Il est traversé par un ruisseau qui se jette dans la mer, avec un puits à proximité.
- La présence de champs à l'extérieur. On apprend d'ailleurs dans Le Fils d'Astérix qu'un agriculteur, Déboitemenduménix, élève des vaches en dehors du village, à côté d'un champ qu'il meuble de menhirs.
- Une palissade défensive en troncs de bois aboutissant en pointes tout autour, avec une entrée principale. Dans Le Papyrus de César, on voit qu'une trappe a été aménagée en bas de la palissade, pour sortir discrètement.
- La présence d'un lieu de classe en plein air, dans laquelle Panoramix et, parfois, Assurancetourix donnent cours aux enfants.
- La carrière de menhirs d'Obélix (comme une pancarte l'indique), située près du bord de la mer, d'où ont été possiblement tirés les dolmens qui parsèment les alentours.
- Un vaste espace, sorte de place centrale, où aboutissent plusieurs chemins en terre battue cheminant entre les maisons. C'est là où se tiennent généralement la distribution de potion magique et les banquets.
- Une réserve souterraine de potion magique, en cas de danger. On découvre son existence dans Le Papyrus de César, présentée comme cachée sous le pavois du chef, et on en voit l'intérieur dans Le Secret de la potion magique.

Certaines huttes sont reconnaissables par leurs caractéristiques :
- Celle d'Assurancetourix est positionnée en haut d'un arbre, au milieu du village, en bois et en chaume.
- Celle de Cétautomatix et sa famille est entièrement en bois, rehaussée d'un étage, avec une enclume devant, située près du centre. Mais dans le premier épisode de la série, sa maison est en pierre et en bois.
- Celle d'Ordralfabétix et sa famille est en pierre et en chaume, avec un étal de poissonnier et une longue enseigne en bois bleue à son nom. Elle se trouve près du centre, en face de la maison de Cétautomatix.
- Celle d'Abraracourcix, située près du centre, est en pierre et en chaume, avec une tête d'auroch et deux boucliers au-dessus de la porte.
- Celle de Panoramix est en pierre et en bois, avec devant un nichoir à oiseaux. Mais dans le premier épisode de la série, il habite un arbre creux dans la forêt.
- Celle d'Obélix et Idéfix, située près de la carrière, est basse, en pierre et bois, avec une niche devant.
- Celle d'Astérix est en pierre et en bois, dotée d'un étage, avec un banc devant. Elle est semblable à d'autres huttes, comme celle de Plantaquatix (père de Falbala), qui dispose d'un balcon fleuri.

Il est à noter que plusieurs albums montrent une vue aérienne du village, de manière plus ou moins précise, permettant de comparer l'évolution de sa configuration :
- La Zizanie (planche 38) ;
- Le Domaine des dieux (planche 1 et 2), avec vue très large sur le littoral et la forêt environnante ;
- Le Cadeau de César (planche 8), avec vue large sur le littoral et la forêt environnante ;
- Astérix et Latraviata (planche 1), en grand ;
- Le ciel lui tombe sur la tête (planche 4) ;
- Le Livre d'Astérix le Gaulois, d'Olivier Andrieu : double page au début.

## Institutions

### Le conseil du village
Il s'agit d'une des institutions du village, où siègent plusieurs membres importants ou représentants de villageois. Le conseil possède le pouvoir de bannir un habitant du village en cas de faute grave. Ainsi, dans l'album Astérix et le Chaudron, le héros Astérix est banni du village par le conseil pour s'être fait voler le chaudron rempli de sesterces que Moralélastix, un autre chef gaulois, avait confié au village. Ce bannissement, prononcé au nom des lois immuables du village, montre à quel point la communauté prime sur l'individu. Astérix, en acceptant naturellement ce bannissement, accepte d'être traité comme une monnaie d'échange pour réparer un autre village ; il reconnaît, comme n'importe quel autre habitant du village, qu'il doit aux institutions de la tribu une part de son identité et doit donc s'acquitter d'une dette généalogique.
Les membres du conseil sont le druide Panoramix, le barde (Assurancetourix), l'ancien (Agecanonix) et le chef (Abraracourcix), chacun détenant une part d'autorité dans le village. Le druide est l'intermédiaire des dieux, le barde s'occupe de l'éducation de la jeunesse, l'ancien a un avis primordial (comme dans Le Domaine des dieux), et le chef est le représentant des villageois.
Dans La Rose et le Glaive se tient exceptionnellement un conseil uniquement féminin. Présidé par Bonemine, il réunit Iélosubmarine, Mme Agecanonix, Mme Cétautomatix et Maestria (barde féministe remplaçant temporairement Assurancetourix), afin de bannir temporairement Astérix, qui a giflé cette dernière.

### Le chef
Durant la période où se déroule la série, c'est Abraracourcix qui occupe la place de chef du village, après avoir succédé à son père. Néanmoins le titre de chef n'est pas transmis héréditairement : il est élu démocratiquement par les autres habitants du village, quand un de ceux-ci conteste sa place de chef. Peu après la bataille d'Alésia, à laquelle il a participé, Abraracourcix récupère dans une taverne le bouclier de Vercingétorix. Celui-ci, comme le reste des armes du grand chef gaulois, deviennent dès qu'elles sont déposées aux pieds du vainqueur romain un symbole de la résistance et de l'indépendance du peuple gaulois. Jules César lui-même ne s'en empare pas, et elles restent sur place jusqu'à leur vol par un légionnaire romain peu scrupuleux. Dépositaire de cette relique, le chef du village incarne l'indépendance de la communauté gauloise. Il n'est lui-même pas le propriétaire du bouclier, qui ne peut être une possession personnelle, comme les bijoux et la couronne de France sous l'Ancien Régime appartenaient à l'État et non au Roi. Le chef du village possède des pouvoirs qui mal utilisés peuvent faire éclater le village dans des luttes internes. Ainsi dans l'album Astérix et Cléopâtre le chef utilise son droit de censure en interdisant à Obélix de réaliser des menhirs de forme égyptienne.

### Le druide
Dans la série, le rôle de druide du village est occupé par Panoramix. Le druide détient le secret de la potion magique, qui se transmet seulement de bouche de druide à oreille de druide depuis la nuit des temps. Il a aussi le rôle de faire la classe aux enfants (sauf dans certains albums, où c'est le barde qui s'en occupe). Il s'occupe aussi de guérir les blessés ou de soigner des malades.

## Analyse historique et anachronismes
L'apparence générale du village entouré d'une enceinte de protection en bois et le mélange d'habitat rectangulaire et circulaire est assez proche des villages à enceintes de l'âge du fer étudiés par les archéologues.
Comme plusieurs maisons du village d'Astérix, les habitations gauloises comportaient bien des petits murés assez bas et en Bretagne on en trouvait aussi en pierre sèche. Elles comportaient un toit en chaume haut et pentu arrivant assez bas. Les maisons étaient le plus généralement rectangulaires et des circulaires, moins courantes, ont aussi existé jusqu'au bas empire romain.
Il comporte quand même plusieurs anachronismes :
- Les Gaulois n'utilisaient pas de cheminée, l'âtre était le plus souvent placé au milieu de l'habitation et l'évacuation des fumées se faisait par des ouvertures à même le toit ;
- L'existence de fenêtres dans les toitures est beaucoup plus récente, d'autant plus dans de la chaume ;
- L’habitat gaulois de villages de ce type ne comportait pas encore d'étages habités est il est aussi de ce fait improbable qu'il y ait eu des balcons ;
- Plusieurs habitations ont des toitures en rondin de bois, qui n'offriraient probablement pas une étanchéité suffisante et la chaume était déjà utilisée ;
- Il n'existait probablement pas de magasins avec étal et enseignes, tel que la poissonnerie d'Ordralfabétix ;
- Il n'y avait pas de maison de forgeron tel que celle de Cétautomatix, mais il existait bien dans les enceintes des espaces pour le travail des métaux et des fours pour la fonderie ;
- Bien que la proximité de l'eau soit primordiale pour un village, il est improbable qu'un cours d'eau traverse un village fortifié, car elle créerait une brèche dans l'enceinte de protection.

## Galerie

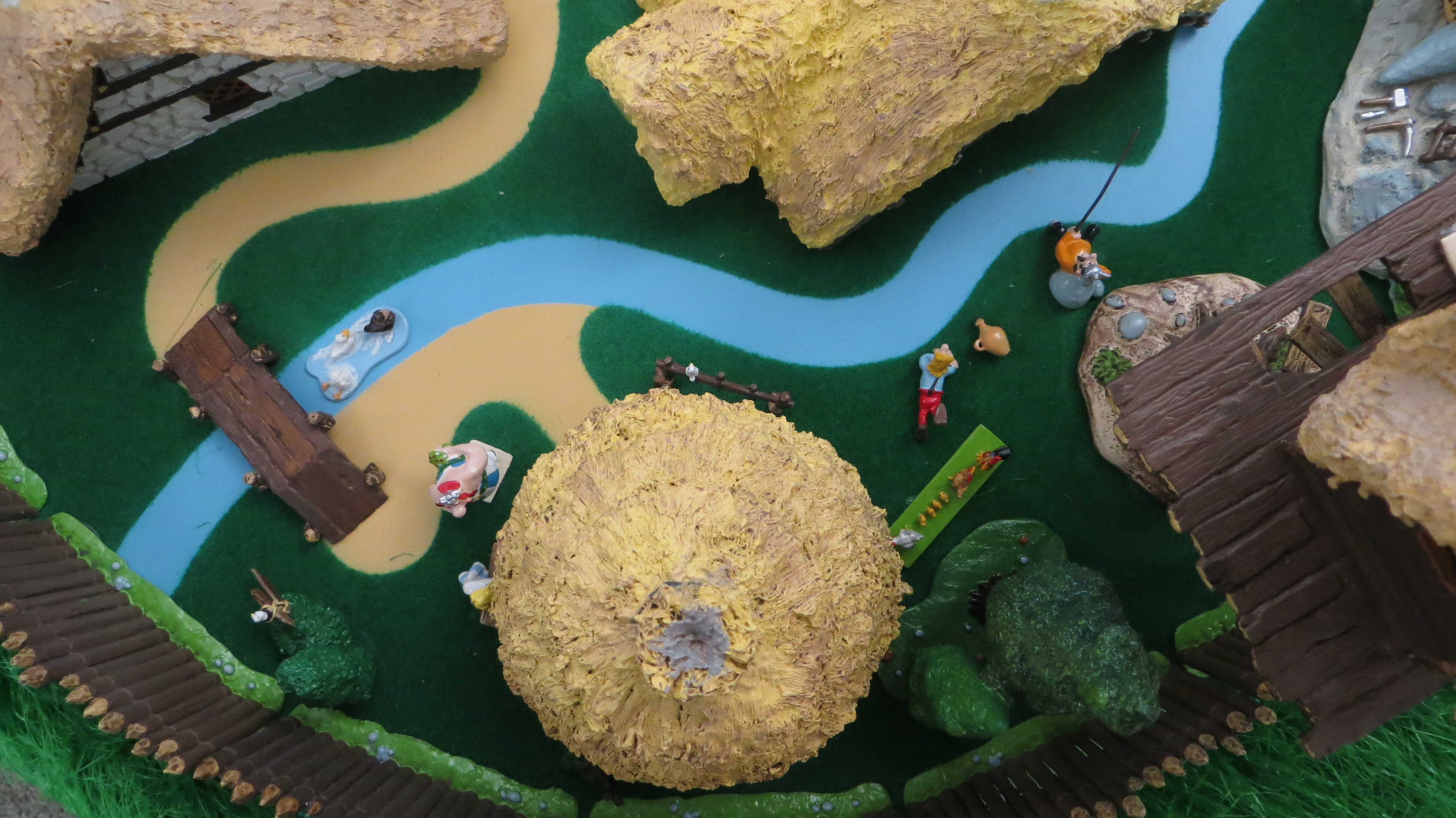
Maquette du village présentée dans le LWL-Römermuseum (de) (Allemagne), zoomée sur le fleuve.
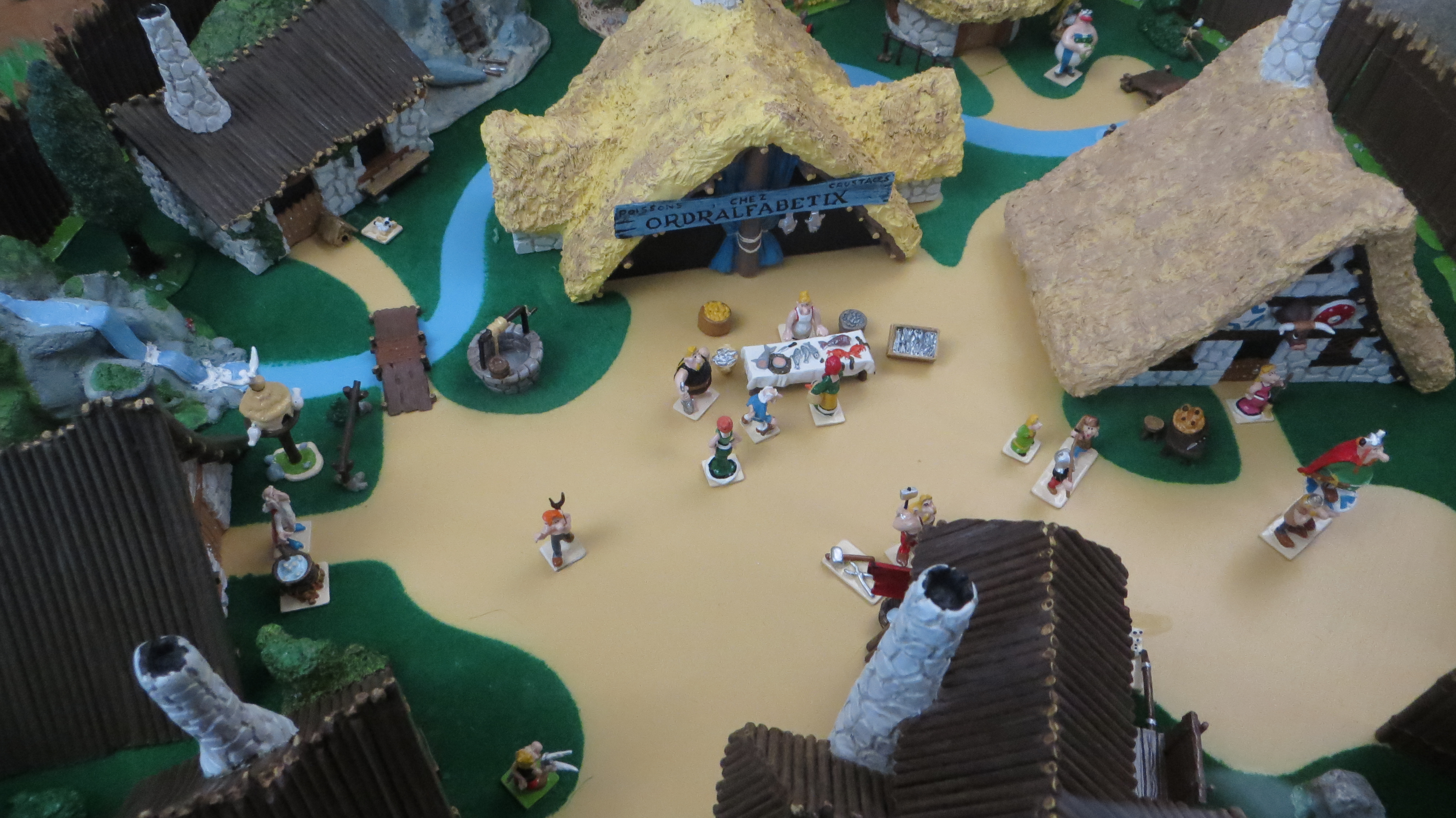
Maquette zoomée sur la place centrale.
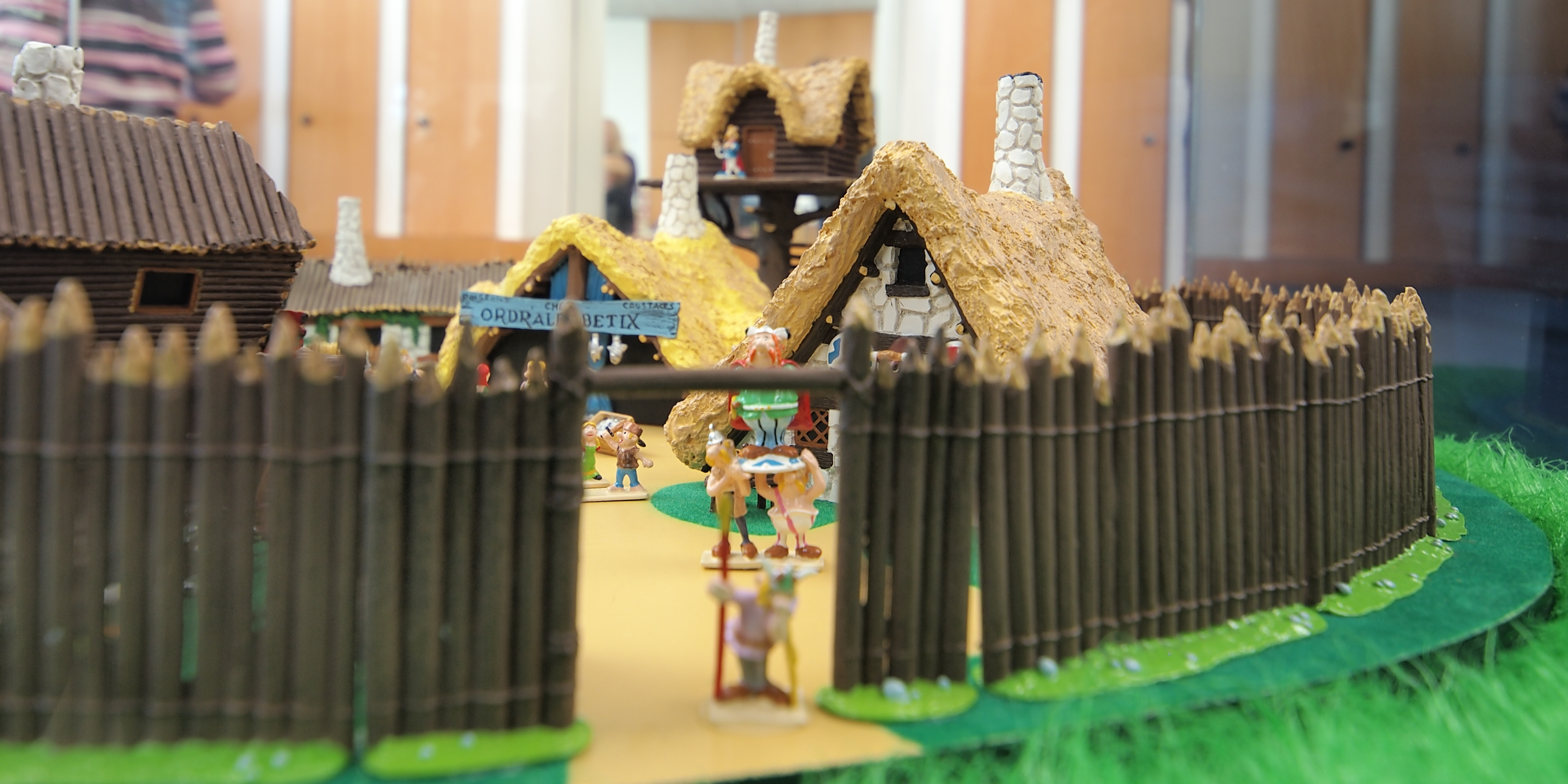
Maquette zoomée sur l'entrée.
Village d'Astérix et Obélix dans le Parc Astérix (France), avec ajout d'une boîte aux lettres humoristique.